# Шумлянський Павло Михайлович
Павло́ Михайлович Шумлянський (1750 (за іншими даними 1754) — 1821, Харків (за іншими даними у 1824) — лікар-хірург, фармаколог, перший декан медичного факультету Харківського університету, брат Олександра Шумлянського.

## Життєпис
Народився с. Малі Будища (тепер територія Полтави) у родині козака Полтавської сотні. Закінчив словесний та філософський класи Києво-Могилянської Академії, після чого служив у Київській духовній консисторії.
У 1773 р. залишив службу та вступив до Петербурзької медичної школи при генеральному сухопутному госпіталі. У 1779 р. закінчив навчання і отримав звання лікаря, служив лікарем артилерійського канонірського полку.
З 1784 р. Шумлянського було відряджено за кордон для подальшого навчання.
У 1789 р. захистив дисертацію на ступінь доктора медицини «De proxima toricae inflamationis causa» — «О непосредственной причине местного воспаления» у Страсбурзькому університеті. Праця була перекладена німецькою мовою і ввійшла до збірки кращих творів з хірургії, виданих у Лейпцизі в 1794 р.
Після повернення до Росії працює у Петербурзькому воєнному сухопутному госпіталі, де навчає осіб, призначених у клінічні палати. Згодом Шумлянського було призначено професором фармакології та хірургії в Кронштадтському училищі.
У 1798 р. розробив і подав до Медичної колегії власний проект реорганізації медичної освіти.
У 1795 р. Шумлянського перевели до Московської медико-хірургічної академії на посаду професора хірургії та медичної матерії. Крім того, він виконує і обов'язки оператора.
У 1805 р. Шумлянського перевели на посаду професора хірургії до Харківського університету, який щойно відкривався. Він очолив кафедру теоретичної (або умоглядної) хірургії і хірургічної патології. Пробував читати лекції українською мовою.
У 1806 році виступав на щомісячному засіданні ради університету - твір на  тему: «Рассуждения о  врачебной пользе минеральных Константиноградских вод», який після був виданий друком.
У 1805–1817 рр. неодноразово обирався деканом медичного факультету.
У 1814 р. став першим керівником першої на медичному факультеті хірургічної клініки.
Помер у Харкові.

## Наукова діяльність
Праці Шумлянського присвячені різним питанням оперативної хірургії, попередження та лікування інфекційних хвороб, вивчення лікувальної дії води (1792), вивчення мінеральних вод Полтавської губернії (1806, 1809), протипожежної допомоги (1805), лікування вивихів суглобів (1820) тощо.
Разом з І.Д. Книгіним у 1814 р. видав інструкцію щодо запобігання інфекційних хвороб «Краткое наставление, как предохранить себя от прилипчивых болезней простыми общепринятыми средствами».
Був обраний почесним членом Петербурзької медико-хірургічної Академії та членом «Общества соревнования врачебных и физических наук» при Московському університеті.